# Spookrijders
Spookrijders was een rapgroep uit Amsterdam. De groep rapte in het Nederlands. Spookrijders werd in 1996 opgericht door Stefan Kuil en Clyde Lowell, kort daarna ontmoetten ze Cliften Nille bij producer Dr. Doom.

## Geschiedenis
Saskia Slegers van Djax Records toonde belangstelling en bood het trio een contract aan. De Spookrijders begonnen aan de opnamen voor een debuutalbum. Het nummer Tegen de Stroom In kwam terecht op het compilatiealbum De Posse 2, een project van Def P van de Osdorp Posse.

### Jaren 1990
Het debuutalbum, onder de titel De echte shit, kwam uit in het voorjaar van 1997, met een lofzang voor moeders, diverse liedjes over de liefde, teksten over vriendschap en een waarschuwing tegen te hard rijden. Er volgde een single (Zwaai je handen) en een clubtournee.
In juli 1999 trad Spookrijders op tijdens een buurtfeest op het Mercatorplein. Het buurtfeest, waar onder andere ook Brainpower, Rewind, U-Niq aanwezig waren, eindigde in ongeregeldheden. Zeven mensen werden gearresteerd en vier agenten raakten gewond. In een reportage van AT5 noemde hoofdstedelijk politiewoordvoerder Klaas Wilting Spookrijders de aanstichter van de rellen. Het incident wordt sindsdien de Mercator-rellen genoemd. 
Als reactie kwamen de Spookrijders met een videoclip voor Klokkenluiders. In deze clip is te zien hoe het trio verkleed als boze politieagenten rondscheurt. Ze bestelen een moeder met klein kind, slaan een arrestant in elkaar, rijden door Amsterdam en gebruiken drank en drugs. TMF weigerde om de clip overdag uit te zenden. Klaas Wilting noemde de video onsmakelijk en de Spookrijders mochten aanschuiven in diverse talkshows zoals Barend & Van Dorp. De clip leverde de Spookrijders naamsbekendheid op. Het nummer werd Megahit op 3FM. De single werd een hit en bereikte nummer 25 in de Top 40. Ook het tweede album, De klokkenluiders van Amsterdam, was succesvol. Het is een mix van Nederlandstalige teksten, drum 'n bass, breakbeats, triphop, hiphopbeats en een klein deel punkrock - een voor die tijd zeldzame combinatie in Nederland. 

### Jaren 2000
In 2000 traden de Spookrijders op tijdens het Noorderslagfestival, Pinkpop en op het bevrijdingsfestival in Almere. In Almere stonden de Spookrijders geprogrammeerd na de Haagse band Kane en vóór de pop van Abel. De single 10 miljoen en No Spang met de remix van Robert Moorman verscheen. Een ander nummer uit die periode is Ik ben de man. Tussen de 2001 en 2002 laste de Spookrijders een rustpauze in en staken hun energie in andere projecten. Halverwege 2002 maakte de groep een begin met een derde album; Hee…Spookies. Dit album werd opgenomen onder productionele leiding van Hans Bedeker (ex Wisseloort Studios) in de Highland Studio's. Hersens & piemelmans was in 2003 de eerste single en het nummer Schuren verscheen als tweede single. Na het derde album gingen de groepsleden ieder een eigen kant op. Stefan Kuil en Clyde Lowell wilden zich focussen op gezin en baan. Op 1 januari 2004 stopte Djax Records met het uitbrengen van Nederhop.